# Хансен, Мартин
Ма́ртин Ха́нсен (дат. Martin Hansen; 15 июня 1990, Брённбю, Дания) — датский футболист, вратарь клуба «Оденсе».

## Биография
Хансен перешёл из «Брондбю» в «Ливерпуль» в 2006 году. Свой первый матч провёл 16 января 2007 года против резервистов «Челси».
11 августа 2015 года в матче против ПСВ на 95-й минуте пришёл в штрафную соперника на подачу штрафного и забил гол в падении пяткой, принеся ничью своей команде 2:2.